# 山根明季子
山根 明季子（やまね あきこ、Akiko Yamane, 1982年10月1日 - ）は、現代音楽の作曲家。大阪府出身。

## 略歴
京都市立芸術大学卒業、同大学院修了。音楽学部賞および大学院賞、京都音楽協会賞を受賞。在学中にドイツのブレーメン芸術大学へ派遣留学、ヨンギー・パクパーン（朴泳姫）に師事した。これまでに作曲を澤田博、松本日之春、前田守一、中村典子、川島素晴に師事。
主な受賞歴として、武生作曲賞2005（入選）、第22回日本現代音楽協会作曲新人賞（富樫賞）、第75回日本音楽コンクール（第1位および増沢賞）、第17回芥川作曲賞（ファイナリスト）、第20回芥川作曲賞がある。
2007年から2013年まで川島素晴と現代音楽コンサートeX.（エクスドット）を主宰。2022年には作曲家の梅本佑利、ヴァイオリニストの成田達輝と共に、アーティスト・コレクティブ「mumyo」（合同会社無名）を設立。

## 作風
単一の音価が連続するイディオムで知られる。「ヒトガタ」・「水玉コレクションNo.1」でもその芸風は顕著である。その後、「音を視る」というコンセプトから、全終止を頻繁に使い続けるようになり、展開ではなく「丸い」音色の羅列へ向かっている。かつてサルヴァトーレ・シャッリーノはゼロから始まりゼロにおわるcresc,またはdim,の多用で知られたが、全終止で区切られた音色の全体へcresc,またはdimを配置することで形を表現している。
また、日本のゲームセンター、パチンコホールの音響空間からアイディアを得た作品や、それら作品の中でチップチューン的な音素材を使用している点も特徴的である。
川島素晴は、山根への指南役として、「水玉コレクションNo.01」が日本音楽コンクールで第1位を受賞するなど出世作となった反面、高評価の陰で「師匠譲りの」という声もあり、自分の影響下にあった感は否めないと振り返っている。しかしその後、デュオ「ROSCO」で開催した二人展では、各自（特に山根）の音楽性を発揮できたことで、確かな手応えをもたらしたと語った。山根本人は、自分と他者との世界観の違いに強い拘りがあり、それがもとで孤独なのだと漏らしているが、川島はこれを、そのような感覚に支配されながら、音を形あるものとして作り出す「苦しい創作を継続している」とし、「視覚的構成」が基本なので音楽的な分析が無用になり、強いて言えば「現代美術やアート」に通じる表現であると評している。「音を視る」というテーゼについては、山根がよりどころとしている「独自の感性」は他者には真似しがたいだけに、論理的な理解を得られにくい弱点があると指摘。それでも、かつてシェーンベルクがロジックとして導入した十二音技法には、感覚だけに頼っていた無調に見切りをつけ、規律や秩序を与えようと創案された背景があるものの、それは発展をもたらす一方で「逃げ」でもあるとし、「感覚のみに従う」山根は、時代を超えた存在であることを匂わせた。また山根は自分の音楽性について、音を色や空間で表現して確かめると川島と「会話が噛み合わなかった」とも語っている。

## 主要作品
- Re-Collect（2005年、第5回武生作曲賞入選作）
- Transcend（2005年、第22回日本現代音楽協会作曲新人賞富樫賞受賞作）
- 水玉コレクション No.01（2006年、第75回日本音楽コンクール作曲部門第1位および増沢賞。2007年、第17回芥川作曲賞ノミネート作）
- 水玉コレクション No.01 室内管弦楽版（2007年）
- ヒトガタ（2008年、読売日本交響楽団委嘱作品）
- 水玉コレクション No.04（2009年、いずみシンフォニエッタ大阪委嘱作品。2010年、第20回芥川作曲賞受賞作）
- 水玉コレクション No.06（2010年、NHK交響楽団委嘱作品）
- ハラキリ乙女（2012年、サントリー芸術財団委嘱作品）
- イルミネイテッドベイビー（2015年、浜松国際ピアノコンクール第二次予選課題曲）

## 備考
作曲家の川島素晴と結婚（後に離婚）、1児をもうけている。